# Джем-Лейк (город, Миннесота)
Джем-Лейк (англ. Gem Lake) — город в округе Рамси, штат Миннесота, США. На площади 2,9 км² (2,9 км² — суша, 0,1 км² — вода), согласно переписи 2002 года, проживают 419 человек. Плотность населения составляет 146,2 чел./км².
- Телефонный код города — 651
- Почтовый индекс — 55110
- FIPS-код города — 27-23318[1]
- GNIS-идентификатор — 0644064[2]